# 九井駅
九井駅（クジョンえき、朝: 구정역）は、朝鮮民主主義人民共和国の平安南道殷山郡にある、朝鮮民主主義人民共和国鉄道省が管轄する鉄道駅である。

## 隣の駅
鉄道省
平徳線
院倉駅 - 九井駅 - 松南青年駅
梓洞線
九井駅 - 梓洞駅